# Erik Walden
Pour les articles homonymes, voir Walden.
(en) Statistiques sur pro-football-reference
Erik Walden (né le 21 août 1985 à Dublin) est un joueur américain de football américain. Il joue actuellement avec les Colts d'Indianapolis

## Carrière

### Universitaire
Walden joue avec les Middle Tennessee State Blue Raiders durant sa carrière universitaire et remporte le Motor City Bowl 2006 dans un match où il effectue six tacles et deux sacks.

### Professionnelle
Erik Walden est sélectionné lors du sixième tour du draft de la NFL par les Cowboys de Dallas au 167e choix. Il signe le 22 juillet 2008, un contrat de quatre ans avec Dallas mais il ne convainc pas durant la pré-saison et n'est pas gardé dans l'équipe des Cowboys. Le lendemain, il est prêt à signer un contrat avec l'équipe d'entrainement des Cowboys mais signe avec les Chiefs de Kansas City qui se séparent dans le même temps du linebacker Weston Dacus. Il joue neuf matchs avec les Chiefs avant d'être libéré le 19 novembre.
Le lendemain, il signe avec les Dolphins de Miami qui libèrent Rob Ninkovich pour permettre à Walden d'intégrer l'équipe active. Il joue six matchs lors de la saison 2008. En 2009, il joue encore les remplaçants en entrant au cours de onze matchs. En 2010, il joue deux matchs avant d'être transféré aux Packers de Green Bay où il joue onze matchs dont un énorme match le 2 janvier 2011 contre les Bears de Chicago où il sack à trois reprises et effectue seize tacles ; cette prestation lui vaut d'être nommé joueur défensif de la semaine dans la conférence NFC.
Après la saison 2012 où il joue quinze matchs dont neuf comme titulaire, il est résilié par Green Bay. Le 12 mars 2013, il signe avec les Colts d'Indianapolis, un contrat de quatre ans, d'une valeur de seize millions de dollars dont huit millions garantis.